# Melodifestivalen 2012

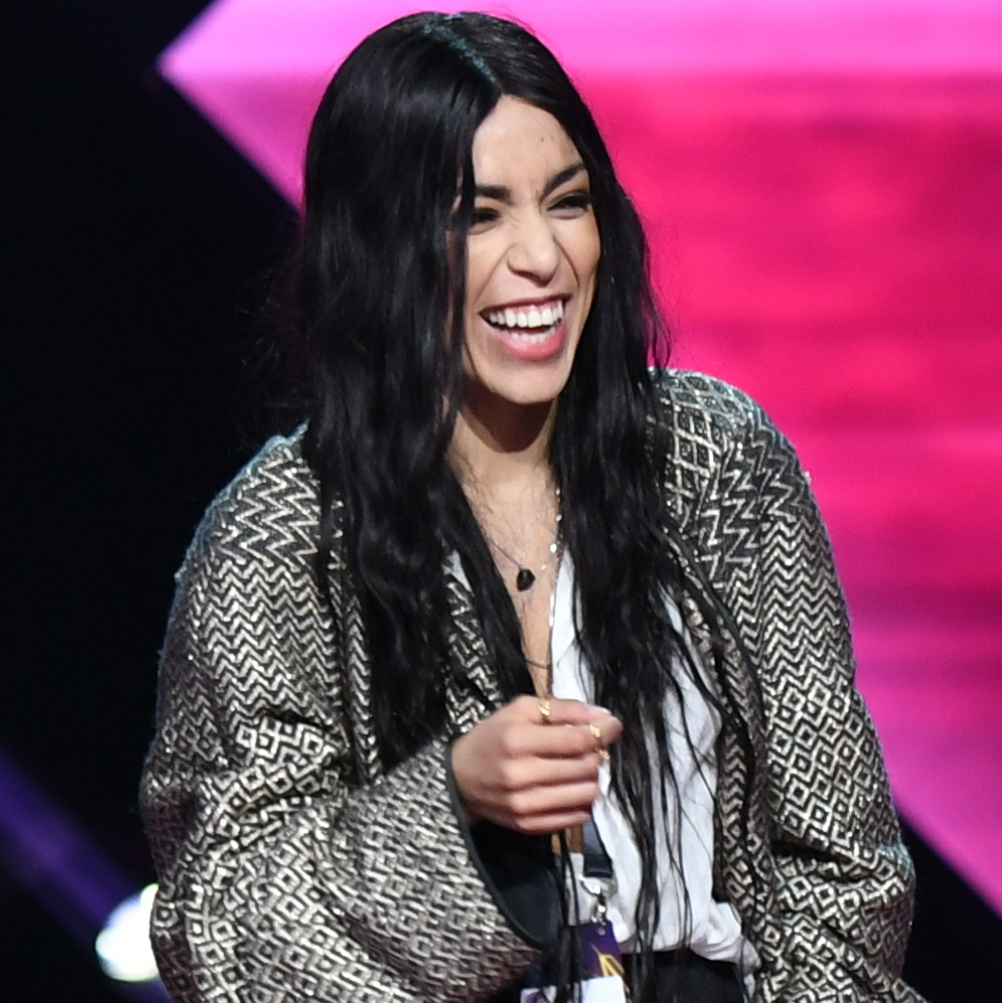
Loreen vann Melodifestivalen 2012 med låten "Euphoria". Loreen tävlade även i Melodifestivalen 2011.

Melodifestivalen 2012 var den 52:a upplagan av Melodifestivalen tillika Sveriges uttagning till Eurovision Song Contest 2012, som detta år arrangerades i Baku, Azerbajdzjan. Tävlingen utgjordes av en turné bestående av fyra deltävlingar à åtta bidrag, uppsamlingsheatet Andra chansen och slutligen en final där vinnaren, ”Euphoria” med Loreen, korades.

## Tävlingsupplägg
Sveriges Television lät för elfte året i rad använda sig av det deltävlingsformat som inför 2002 års tävling introducerades till tävlingen; tittarna avgjorde genom telefonröstning resultatet i de fyra deltävlingarna och uppsamlingsheatet Andra chansen, innan en final arrangerades. De fyra deltävlingarna sändes detta år från Växjö, Göteborg, Leksand och Malmö, Andra chansen från Nyköping och finalen från Stockholm. Antalet inskickade bidrag uppgick till 3 485, varav 570 till den så kallade Webbjokern. Av dessa kom 32 bidrag att ställa upp i tävlingen.
Webbjokern, som hade etablerats inför Melodifestivalen 2010, arrangerades för tredje året i rad. Tävlingen gick ut på att musiker utan tidigare utgivna verk knutna till något skivbolag fick skicka in bidrag och göra upp om en plats i Melodifestivalen.
Varje deltävling avgjordes i två omgångar. Till skillnad från fjolårets tävling blev bidragens totala antal röster avgörande för utfallet i deltävlingarna; de tre bidrag med lägst röstetal efter den första omgången gallrades bort, varpå tävlingen fortgick med de fem återstående bidragen; de två bidrag som efter den andra omgången hade högst röstesumma efter de båda röstningsomgångarna gick vidare till final, medan de två bidrag med näst högst röstesumma gick till Andra chansen och det med femte högst fick lämna tävlingen. Detta innebar att Sveriges Television efter bara två år övergav upplägget där den med flest röster i den första omgången gick direkt till final, för att låta enbart fyra bidrag tävlade vidare i omgång två. Totalt 16 bidrag vidare från de fyra deltävlingarna, åtta till final och åtta till Andra chansen, där tittarna utsåg de nionde och tionde finalbidragen. Andra chansen genomfördes likt tidigare enligt ett spelträd som hade introducerats till tävlingen år 2007, men till skillnad från tidigare år, då Sveriges Television på förhand tilldelat varje deltävling två specifika platser i spelträdet, kom bidragen denna gång att lottas till sina respektive dueller. Finalen utgjordes av tio bidrag. Likt tidigare år delade tittarna där makten med elva internationella jurygrupper.

### Regelverk
I enlighet med Melodifestivalens regelverk skulle tävlande artister och bidrag förhålla sig till följande:
- Svenska medborgare, som var folkbokförda i Sverige hösten 2011, fick skicka in bidrag till tävlingen; undantaget var personer som under perioden 1 oktober 2011–30 mars 2012 var anställda av Sveriges Television. Även icke-svenska medborgare kunde skicka in bidrag till tävlingen, dock i sällskap av minst en svensk medborgare.
- Låtarna som skickades in fick inte överstiga tre minuter, och fick inte ha varit publicerade tidigare; Sveriges Television beslutade i sin tur när tävlingsbidragen fick släppas.
- Sveriges Television hade full beslutsrätt i att välja artist(er) till samtliga bidrag, varför de(n) som sjöng på respektive låts demoversion skulle vara beredd(a) på att framföra bidraget i tävlingen.
- Inskickade bidrag fick framföras på valfritt språk; i samband med inskickning skulle en svensk text till låtar som inte sjöngs på svenska eller engelska bifogas.
- Medverkande personer på scen, max åtta till antalet, skulle vara fyllda 16 år dagen då Eurovision Song Contest skulle komma att arrangeras, och skulle framföra all sång, utom eventuell körsång, live.
- Sveriges Television hade rätt att när som helst diskvalificera bidrag.
- Sveriges Television reserverade på förhand tio av de trettiotvå platserna åt svenskspråkiga bidrag; siffran kom senare att justeras.
- Inskickning var möjlig endast genom Melodifestivalens hemsida.

## Datum och händelser
- Mellan den 1 september och 20 september 2011 var inskickning av bidrag till tävlingen möjlig.
- Den 25 oktober 2011 släpptes biljetterna till deltävlingarna, Andra chansen och finalen, både till alla evenemangs genrep och direktsändningar.[5]
- Den 31 oktober 2011 presenterade Sveriges Television trion Gina Dirawi, Helena Bergström och Sarah Dawn Finer som tävlingens programledare.
- Från den 9 till 28 november 2011 presenterades de tävlande artisterna, med tillhörande bidrag, i etapper.[6][7][8]
- Den 9 januari 2012 presenterades startordningen i deltävlingarna.[9]

### Turnéplan
- Lördagen den 4 februari 2012 – Deltävling 1, VIDA Arena, Växjö
- Lördagen den 11 februari 2012 – Deltävling 2, Scandinavium, Göteborg
- Lördagen den 18 februari 2012 – Deltävling 3, Tegera Arena, Leksand
- Lördagen den 25 februari 2012 – Deltävling 4, Malmö Arena, Malmö
- Lördagen den 3 mars 2012 – Andra chansen, Rosvalla Eventcenter, Nyköping
- Lördagen den 10 mars 2012 – Final, Globen, Stockholm

## Webbjokern
För tredje året i rad arrangerade Sveriges Television den så kallade Webbjokern. Tävlingen gick ut på att musiker utan tidigare utgivna verk knutna till något skivbolag fick skicka in bidrag och göra upp om en plats i Melodifestivalen.

### Regelverk
I enlighet med Webbjokerns regelverk skulle tävlande artister och bidrag förhålla sig till följande:
- Varken bidragens upphovsmän eller de tävlande artisterna fick vara knutna till något skivbolag och därigenom givit ut musik.
- Låtarna som skickades in fick inte överstiga tre minuter, och fick inte ha varit publicerade tidigare; de bidrag som röstades ut kunde, som artister och upphovsmän så önskade, publiceras, medan de slutliga vinnarbidragen placerades i karantän inför tävlan i deltävlingen.
- Inskickade bidrag som togs ut till medverkan kunde inte skickas in på nytt kommande år.
- De tävlande bidragen fick inte spelas offentligt annat än på SVT Play under tiden de tävlade.

- Bidrag behövde till skillnad från året innan inte skickas med rörligt bildmaterial i form av film eller bildspel; en bild på artisten eller gruppen räckte gott och väl.

### Tävlingsupplägg och resultat
Antalet inskickade bidrag mellan den 1 och 20 september 2011 uppgick till totalt 570 stycken. Efter att tidigare år ha godkänt och publicerat fler än hundra bidrag på SVT Play, togs endast 32 bidrag ut och fick göra upp om segern genom fyra deltävlingar och en final.  Tävlingen inleddes den 3 oktober 2010 och avgjordes veckovis genom SMS-röstning. Som mest gick det att rösta en gång per mobil enhet, klockan 12:00–13:00 måndagen en vecka efter att låtarna i den aktuella deltävlingen hade publicerats på SVT Play. De bidrag som gick till final placerades i karantän fram till och med den fjärde deltävlingen, då samtliga bidrag släpptes.
Tittarna utsåg i varje deltävling en finalist, varpå Sveriges Television utsåg en andra. Finalen utgjordes sedermera av åtta bidrag, och avgjordes av tittarna själva.
Måndagen den 7 november röstades bidraget "I mina drömmar", framfört av Maria BenHajji, fram som vinnare och fick därmed en plats i Melodifestivalen.

## Deltävlingarna
| Återkommande artister              | Återkommande artister                                                          | Återkommande artister  |
| Artist                             | Tidigare år (plac.)                                                            | Tidigare år (plac.)    |
| Artist                             | Mel.                                                                           | ESC                    |
| ---------------------------------- | ------------------------------------------------------------------------------ | ---------------------- |
| Afro-Dite                          | 2002 (1:a) 2003 (7:a)                                                          | 2002 (8:a)             |
| Andreas Johnson                    | 2006 (3:a) 2007 (2:a) 2008 (u.r.) 2010 (6:a)                                   | –                      |
| Andreas Lundstedt                  | 1996 (2:a) 1997 (7:a) 2003 (3:a) 2005 (3:a) 2007 (u.r.) 2009 (5:a) 2010 (u.r.) | 2006 (16:e)            |
| Charlotte Perrelli                 | 1999 (1:a) 2008 (1:a)                                                          | 1999 (1:a) 2008 (18:e) |
| Christer Sjögren                   | 2008 (9:a)                                                                     | –                      |
| Danny Saucedo                      | 2009 (3:a) 2011 (2:a)                                                          | –                      |
| Hanna Lindblad                     | 2010 (u.r.)                                                                    | –                      |
| Loreen                             | 2011 (u.r.)                                                                    | –                      |
| Lotta Engberg                      | 1984 (2:a) 1987 (1:a) 1988 (3:a) 1990 (8:a) 1996 (3:a                          | 1987 (12:a)            |
| Love Generation                    | 2011 (u.r.)                                                                    | –                      |
| Marie Serneholt                    | 2009 (u.r.)                                                                    | –                      |
| Mattias Andréasson                 | 2009(3:a)                                                                      | –                      |
| Molly Sandén                       | 2009 (11:a)                                                                    | –                      |
| Sonja Aldén                        | 2006 (u.r.) 2007 (6:a)                                                         | –                      |
| The Moniker                        | 2011 (3:a)                                                                     | –                      |
| Timoteij                           | 2010 (5:a)                                                                     | –                      |
| 1. 2. 3. 4. 5. 6. 7. 8. 9. 10. 11. |                                                                                |                        |

Deltävlingarna direktsändes i SVT1 varje lördag klockan 20.00–21.30. Tittarna avgjorde på egen hand resultatet i två omgångar; bidragen med flest respektive näst flest röster gick efter den andra röstningsomgången vidare direkt till final, medan bidragen med tredje respektive fjärde flest röster gick vidare till uppsamlingsheatet Andra chansen. De tre lägst placerade bidragen gallrades bort av tittarna redan efter första omgången, varpå den andra omgången påbörjades; det bidrag som efter denna omgång låg på femte plats fick sedermera också lämna tävlingen. Notera att räkneverken inte nollställdes inför den andra omgången i enlighet med regeländringarna som genomfördes inför detta års tävling.
Likt tidigare år avgjorde tittarna resultatet genom att ringa. Tittarna kunde rösta genom att ringa antingen 099-902 0X, där X var bidragets startnummer, för 9,90 kronor, vilka oavkortat gick till Radiohjälpen, eller 099-202 0X, där X var bidraget startnummer, för 3,60 kronor per samtal. Det gick även att SMS-rösta genom att skicka bidragets startnummer till antingen 72 999, för 9,90 kronor vilka oavkortat gick till Radiohjälpen, eller 72 211, för 3,60 kronor per SMS. Bidragen som gick vidare till röstningsomgång två behöll sina respektive startnummer.
Den 21 november 2011 meddelade Sveriges Television att bidraget "Porslin" tagits ur tävlan eftersom bidragets artist, Anna Järvinen, av okänd anledning valde att dra sig ur. Bidraget ersattes av "Shout It Out", framfört av David Lindgren, och kom emellertid att tävla i Melodifestivalen 2013. Danny Saucedo hade ursprungligen tackat ja till att framföra det bidrag David Lindgren kom att framföra i Anna Järvinens ställe, då under namnet "To the Sky". När Sveriges Television presenterade hela startfältet framgick dock att Saucedo istället tackat ja till bidraget "Amazing". Efter finalen tillkännagav Saucedo att han utöver Lindgrens bidrag dessutom hade tackat nej till tävlingens vinnarbidrag, "Euphoria", som istället framfördes av Loreen.
Efter den första deltävlingen läckte de finalklara bidragen "Mystery" och "Euphoria"; det förstnämnda publicerades av misstag på musiktjänsten Spotify, och det sistnämnda användes utan skivbolagets tillåtelse i en spansk reklamfilm för serien Gossip Girl. Trots den klausul om förbud mot låtsläpp som enligt tävlingsreglerna ska gälla för bidrag som kvalificerar sig till final eller Andra chansen, valde Sveriges Television att inte diskvalificera bidragen eftersom varken det ena eller andra bidragets skivbolag avsiktligen publicerat bidragen i förtid.

### Deltävling 1: Växjö
Deltävlingen sändes från VIDA Arena i Växjö lördagen den 4 februari 2012.
Sändningen blev nummer 100 i ordningen sedan Melodifestivalens start.
| Nr | Artist                                 | Bidrag                   | Text och musik                                                   |
| -- | -------------------------------------- | ------------------------ | ---------------------------------------------------------------- |
| 1  | Sean Banan                             | Sean den förste Banan    | Hans Blomberg, Joakim Larsson, Mårten Andersson, Sean Samadi     |
| 2  | Abalone Dots                           | På väg                   | Louise Holmer, Rebecka Hjukström, Sophia Hogman, Viktor Källgren |
| 3  | The Moniker                            | I Want to Be Chris Isaak | Daniel Karlsson                                                  |
| 4  | Afro-Dite                              | The Boy Can Dance        | Catrine Loqvist, Figge Boström, Johan Lindman                    |
| 5  | Dead by April                          | Mystery                  | Pontus Hjelm                                                     |
| 6  | Marie Serneholt                        | Salt and Pepper          | Figge Boström, Lina Eriksson, Mårten Eriksson                    |
| 7  | Thorsten Flinck & Revolutionsorkestern | Jag reser mig igen       | Ted Ström, Thomas G:son                                          |
| 8  | Loreen                                 | Euphoria                 | Peter Boström, Thomas G:son                                      |

#### Resultat
| Nr | Bidrag                   | Antal röster | Antal röster | Antal röster | Plac. | Anm.          |
| Nr | Bidrag                   | Omgång 1     | Omgång 2     | Summa        | Plac. | Anm.          |
| -- | ------------------------ | ------------ | ------------ | ------------ | ----- | ------------- |
| 1  | Sean den förste Banan    | 59 068       | 38 378       | 97 446       | 3     | Andra chansen |
| 2  | På väg                   | 13 156       | —            | 13 156       | 7     | Utröstad      |
| 3  | I Want to Be Chris Isaak | 10 776       | —            | 10 776       | 8     | Utröstad      |
| 4  | The Boy Can Dance        | 23 795       | 20 941       | 44 736       | 5     | Utröstad      |
| 5  | Mystery                  | 49 851       | 48 668       | 98 519       | 2     | Till final    |
| 6  | Salt and Pepper          | 18 092       | —            | 18 092       | 6     | Utröstad      |
| 7  | Jag reser mig igen       | 45 192       | 44 438       | 89 630       | 4     | Andra chansen |
| 8  | Euphoria                 | 78 121       | 82 230       | 160 351      | 1     | Till final    |

#### Siffror
- Antal TV-tittare: 3 413 000 tittare[20]
- Antal tittarröster: 535 711 röster[21]
- Summa pengar insamlad till Radiohjälpen: 1 084 252 kronor[21]

### Deltävling 2: Göteborg
Deltävlingen sändes från Scandinavium i Göteborg lördagen den 11 februari 2012.

#### Startfält
Bidragen presenteras nedan i startordning.
| Nr | Artist            | Bidrag               | Text och musik                                                             |
| -- | ----------------- | -------------------- | -------------------------------------------------------------------------- |
| 1  | Ulrik Munther     | Soldiers             | David Jackson, Johan Åberg, Joy Deb, Linnea Deb, Ulrik Munther             |
| 2  | Top Cats          | Baby Doll            | Lina Eriksson, Mårten Eriksson, Susie Päivärinta                           |
| 3  | Sonja Aldén       | I din himmel         | Bobby Ljunggren, Peter Boström, Sonja Aldén                                |
| 4  | Andreas Lundstedt | Aldrig aldrig        | Maria Marcus, Niclas Lundin, Randy Goodrum                                 |
| 5  | Timoteij          | Stormande hav        | Jens Engelbrecht, Johan Fjellström, Kristian Lagerström, Stina Engelbrecht |
| 6  | David Lindgren    | Shout It Out         | Fernando Fuentes, Tony Nilsson                                             |
| 7  | Mimi Oh           | Det går för långsamt | Anton Malmberg Hård af Segerstad (tm), Niclas Lundin                       |
| 8  | Thomas Di Leva    | Ge aldrig upp        | Thomas Di Leva                                                             |

#### Resultat
| Nr | Bidrag               | Antal röster | Antal röster | Antal röster | Plac. | Anm.          |
| Nr | Bidrag               | Omgång 1     | Omgång 2     | Summa        | Plac. | Anm.          |
| -- | -------------------- | ------------ | ------------ | ------------ | ----- | ------------- |
| 1  | Soldiers             | 60 994       | 52 623       | 113 617      | 2     | Till final    |
| 2  | Baby Doll            | 47 129       | 41 380       | 88 509       | 3     | Andra chansen |
| 3  | I din himmel         | 12 246       | —            | 12 246       | 6     | Utröstad      |
| 4  | Aldrig aldrig        | 10 080       | —            | 10 080       | 7     | Utröstad      |
| 5  | Stormande hav        | 49 752       | 37 249       | 87 001       | 4     | Andra chansen |
| 6  | Shout It Out         | 57 696       | 71 678       | 129 374      | 1     | Till final    |
| 7  | Det går för långsamt | 9 342        | —            | 9 342        | 8     | Utröstad      |
| 8  | Ge aldrig upp        | 34 739       | 30 028       | 64 767       | 5     | Utröstad      |

#### Siffror
- Antal TV-tittare: 3 365 000 tittare[20]
- Antal tittarröster: 516 751 röster[21]
- Summa pengar insamlad till Radiohjälpen: 1 099 560 kronor[21]

### Deltävling 3: Leksand
Deltävlingen sändes från Tegera Arena i Leksand lördagen den 18 februari 2012.

#### Startfält
Bidragen presenteras nedan i startordning.
| Nr | Artist                      | Bidrag            | Text och musik                                                                        |
| -- | --------------------------- | ----------------- | ------------------------------------------------------------------------------------- |
| 1  | Youngblood                  | Youngblood        | David Kreuger, Fredrik Kempe                                                          |
| 2  | Maria BenHajji              | I mina drömmar    | Nanna Sveinsdóttir, Thomas Cars                                                       |
| 3  | Mattias Andréasson          | Förlåt mig        | Mattias Andréasson                                                                    |
| 4  | Love Generation             | Just a Little Bit | Bilal Hajji, Jean-Claude Sindres, John Mamann, Nadir Khayat, Teddy Sky, Yohanne Simon |
| 5  | Carolina Wallin Pérez       | Sanningen         | Carolina Wallin Pérez, Martin Bjelke, Michael Clauss                                  |
| 6  | Andreas Johnson             | Lovelight         | Andreas Johnson, Peter Kvint                                                          |
| 7  | Molly Sandén                | Why Am I Crying   | Aleena Gibson, Molly Sandén, Windy Wagner                                             |
| 8  | Björn Ranelid feat. Sara Li | Mirakel           | Björn Ranelid, Fredrik Andersson                                                      |

#### Resultat
| Nr | Bidrag            | Antal röster | Antal röster | Antal röster | Plac. | Anm.          |
| Nr | Bidrag            | Omgång 1     | Omgång 2     | Summa        | Plac. | Anm.          |
| -- | ----------------- | ------------ | ------------ | ------------ | ----- | ------------- |
| 1  | Youngblood        | 26 674       | 23 285       | 49 959       | 4     | Andra chansen |
| 2  | I mina drömmar    | 8 720        | —            | 8 720        | 8     | Utröstad      |
| 3  | Förlåt mig        | 24 734       | 23 485       | 48 219       | 5     | Utröstad      |
| 4  | Just a Little Bit | 18 081       | —            | 18 081       | 6     | Utröstad      |
| 5  | Sanningen         | 9 849        | —            | 9 849        | 7     | Utröstad      |
| 6  | Lovelight         | 39 821       | 38 520       | 78 341       | 3     | Andra chansen |
| 7  | Why Am I Crying   | 46 310       | 48 834       | 95 144       | 1     | Till final    |
| 8  | Mirakel           | 38 964       | 41 205       | 80 169       | 2     | Till final    |

#### Siffror
- Antal TV-tittare: 3 341 000 tittare[20]
- Antal tittarröster: 390 097 röster[21]
- Summa pengar insamlad till Radiohjälpen: 782 298 kronor[21]

### Deltävling 4: Malmö
Deltävlingen sändes från Malmö Arena i Malmö lördagen den 25 februari 2012.

#### Startfält
Bidragen presenteras nedan i startordning.
| Nr | Artist                           | Bidrag                | Text och musik                                                       |
| -- | -------------------------------- | --------------------- | -------------------------------------------------------------------- |
| 1  | Charlotte Perrelli               | The Girl              | Alexander Jonsson, Fredrik Kempe                                     |
| 2  | OPA                              | Allting blir bra igen | Michael Sideridis                                                    |
| 3  | Dynazty                          | Land of Broken Dreams | Thomas G:son, Thomas Johansson                                       |
| 4  | Christer Sjögren & Lotta Engberg | Don't Let Me Down     | Lars Diedricson, Lasse Holm                                          |
| 5  | Hanna Lindblad                   | Goosebumps            | Hanna Lindblad, Linda Sundblad, Tony Nilsson                         |
| 6  | Axel Algmark                     | Kyss mig              | Axel Algmark, Jonathan Magnussen, Mattias Frändå                     |
| 7  | Lisa Miskovsky                   | Why Start a Fire      | Aleksander With, Berent Philip Moe, Bernt Rune Stray, Lisa Miskovsky |
| 8  | Danny Saucedo                    | Amazing               | Danny Saucedo, Figge Boström, Peter Boström                          |

#### Resultat
| Nr | Bidrag                | Antal röster | Antal röster | Antal röster | Plac. | Anm.          |
| Nr | Bidrag                | Omgång 1     | Omgång 2     | Summa        | Plac. | Anm.          |
| -- | --------------------- | ------------ | ------------ | ------------ | ----- | ------------- |
| 1  | The Girl              | 42 226       | 38 680       | 80 906       | 5     | Utröstad      |
| 2  | Allting blir bra igen | 7 017        | —            | 7 017        | 8     | Utröstad      |
| 3  | Land of Broken Dreams | 45 227       | 41 170       | 86 397       | 4     | Andra chansen |
| 4  | Don't Let Me Down     | 45 732       | 44 021       | 89 753       | 3     | Andra chansen |
| 5  | Goosebumps            | 19 009       | —            | 19 009       | 7     | Utröstad      |
| 6  | Kyss mig              | 31 193       | —            | 31 193       | 6     | Utröstad      |
| 7  | Why Start a Fire      | 49 690       | 52 390       | 102 080      | 2     | Till final    |
| 8  | Amazing               | 121 954      | 101 273      | 223 227      | 1     | Till final    |

#### Siffror
- Antal TV-tittare: 3 114 000 tittare[20]
- Antal tittarröster: 642 413 röster[21]
- Summa pengar insamlad till Radiohjälpen: 1 330 361 kronor[21]

## Andra chansen: Nyköping
Andra chansen sändes från Rosvalla Eventcenter i Nyköping lördagen den 3 mars 2012 klockan 20:00–21:30 direkt i SVT1.
I uppsamlingsheatet tävlade de bidrag som hade placerat sig på tredje och fjärde plats i deltävlingarna. Inramningen av programmet bestod likt tidigare år av sex dueller, i vilka de tävlande bidragen duellerade om de två sista lediga platserna i finalen. Tittarna kunde likt i deltävlingarna rösta genom att ringa antingen 099-902 0X, där X var bidragets startnummer, för 9,90 kronor, vilka oavkortat gick till Radiohjälpen, eller 099-202 0X, där X var bidraget startnummer, för 3,60 kronor per samtal. Det gick även att SMS-rösta genom att skicka bidragets startnummer till antingen 72 999, för 9,90 kronor vilka oavkortat gick till Radiohjälpen, eller 72 211, för 3,60 kronor per SMS. I varje duell duellerade bidragen med startnummer ett och två, vilket innebar att tittarna enbart kunde rösta på de bidrag som tävlade i den pågående duellen; efter avslutad duell visades en snabbrepris, varpå omröstningen avslutades och nästkommande duell påbörjades.
Resultatet avgjordes i sex dueller, uppdelade på två omgångar. Det på förhand bestämda spelträd Sveriges Television hade använt sig av fram till och med fjolårets tävling togs bort till förmån för lottning. För första gången kom bidragens placeringar i sina respektive deltävlingar att avgöra hur duellerna skulle komma att se ut; de åtta kvalificerade bidragen delades in i två grupper, en med deltävlingstreor, och en med deltävlingsfyror, från vilka bidragen lottades till de fyra duellerna i den första duellomgången. I varje duell skulle en deltävlingstrea möta en deltävlingsfyra, varför bidrag som lottades från samma grupp inte kunde mötas i duell; bidrag som hade kvalificerat sig från samma deltävling kunde emellertid inte heller mötas. Av två mötande bidrag inleddes duellen med det bidrag som lottades till duellen först. Sveriges Television avslöjade vid tidpunkten för lottningen inte vilken grupp som innehöll deltävlingstreor- respektive fyror, utan gick ut med denna information först i samband med offentliggörandet av samtliga röstningssifrror efter finalen. Då framgick att deltävlingstreorna utgjort grupp ett, och deltävlingsfyrorna grupp två.
På grund av ett datorhaveri upphörde ljudet att fungera i arenan cirka en timme in i sändningen. Konsekvensen blev att bidragen i den andra duellomgångens första duell, och det första bidraget i den andra duellomgångens andra duell, blev ohörbara för publiken i arenan. Felet berörde inte sändningen i SVT1, och tittarna kunde således följa programmet enligt plan. Efter omkring 20 minuter återkom ljudet i arenan.

### Startfält
Bidragen kategoriseras nedan i första hand efter grupp för lottning, och listas därefter enligt deltävlingsordning.
| Grupp | Deltävl. | Artist                                 | Bidrag                | Text och musik                                                             | Duell |
| ----- | -------- | -------------------------------------- | --------------------- | -------------------------------------------------------------------------- | ----- |
| 1     | 1        | Sean Banan                             | Sean den förste Banan | Hans Blomberg, Joakim Larsson, Mårten Andersson, Sean Samadi               | 4     |
| 1     | 2        | Top Cats                               | Baby Doll             | Lina Eriksson, Mårten Eriksson, Susie Päivärinta                           | 1     |
| 1     | 3        | Andreas Johnson                        | Lovelight             | Andreas Johnson, Peter Kvint                                               | 2     |
| 1     | 4        | Christer Sjögren & Lotta Engberg       | Don't Let Me Down     | Lars Diedricson, Lasse Holm                                                | 3     |
| 2     | 1        | Thorsten Flinck & Revolutionsorkestern | Jag reser mig igen    | Ted Ström, Thomas G:son                                                    | 3     |
| 2     | 2        | Timoteij                               | Stormande hav         | Jens Engelbrecht, Johan Fjellström, Kristian Lagerström, Stina Engelbrecht | 2     |
| 2     | 3        | Youngblood                             | Youngblood            | David Kreuger, Fredrik Kempe                                               | 4     |
| 2     | 4        | Dynazty                                | Land of Broken Dreams | Thomas G:son, Thomas Johansson                                             | 1     |

#### Resultat
| Duellomgång 1 | Duellomgång 1 | Duellomgång 1 | Duellomgång 1 | Duellomgång 1 | Duellomgång 1 |
| ------------- | ------------- | ------------- | ------------- | ------------- | ------------- |

| Duellomgång 2 | Duellomgång 2 | Duellomgång 2 | Duellomgång 2 | Duellomgång 2 |
| ------------- | ------------- | ------------- | ------------- | ------------- |

| Duell | Nr | Bidrag | Antal röster | Anm. |
| ----- | -- | ------ | ------------ | ---- |

| Duell | Nr | Bidrag | Antal röster | Anm. |
| ----- | -- | ------ | ------------ | ---- |

| 1 | 1 | Land of Broken Dreams | 46 466  | Utröstad      |
| 1 | 2 | Baby Doll             | 75 114  | Duellomgång 2 |
| 2 | 1 | Lovelight             | 60 969  | Utröstad      |
| 2 | 2 | Stormande hav         | 69 833  | Duellomgång 2 |
| 3 | 1 | Jag reser mig igen    | 109 526 | Duellomgång 2 |
| 3 | 2 | Don't Let Me Down     | 79 235  | Utröstad      |
| 4 | 1 | Sean den förste Banan | 138 034 | Duellomgång 2 |
| 4 | 2 | Youngblood            | 63 984  | Utröstad      |

| 1 | 1 | Baby Doll     | 98 782 | Till final |
| 2 | 2 | Stormande hav | 54 788 | Utröstad   |

| 3 | 1 | Jag reser mig igen    | 196 014 | Till final |
| 4 | 2 | Sean den förste Banan | 111 443 | Utröstad   |

#### Siffror
- Antal TV-tittare: 2 997 000 tittare[20]
- Antal tittarröster: 1 115 229 röster[21]
- Summa pengar insamlad till Radiohjälpen: 2 081 327 kronor[21]

## Finalen: Stockholm
Finalen sändes från Globen i Stockholm lördagen den 10 mars 2012 klockan 20:00–22:00 direkt i SVT1. Av de tio finalisterna hade åtta kvalificerat sig direkt från sina respektive deltävlingar, och två från uppsamlingsheatet Andra chansen. 
Resultatet avgjordes likt tidigare år i form av kombinerad jury- och telefonröstning. Tittarna kunde rösta genom att ringa antingen 099-902 0X, där X var bidragets startnummer, för 9,90 kronor, vilka oavkortat gick till Radiohjälpen, eller 099-202 0X, där X var bidraget startnummer, för 3,60 kronor per samtal. Det gick även att SMS-rösta genom att skicka bidragets startnummer till antingen 72 999, för 9,90 kronor vilka oavkortat gick till Radiohjälpen, eller 72 211, för 3,60 kronor per SMS. Tittarna hade möjlighet att rösta även under tiden de elva jurygrupperna lämnade sina poäng. De elva jurygrupperna bestod till antalet av elva länder, varav samtliga senare kom att ställa upp i Eurovision Song Contest i Baku, och avlade poängen 1, 2, 4, 6, 8, 10 och 12; totalt 473 poäng. Tittarnas 473 poäng fördelades procentuellt baserat på antalet röster; skulle ett bidrag få tio procent av det totala antalet röster, skulle det få tio procent av tittarnas 473 poäng, det vill säga 47.

### Startfält
Bidragen listas nedan i startordning.
| Nr | Artist                                 | Bidrag             | Text och musik                                                       | Deltävl.  |
| -- | -------------------------------------- | ------------------ | -------------------------------------------------------------------- | --------- |
| 1  | David Lindgren                         | Shout It Out       | Fernando Fuentes, Tony Nilsson                                       | 2         |
| 2  | Thorsten Flinck & Revolutionsorkestern | Jag reser mig igen | Thomas G:son, Ted Ström                                              | 1 + A. C. |
| 3  | Dead by April                          | Mystery            | Pontus Hjelm                                                         | 1         |
| 4  | Lisa Miskovsky                         | Why Start a Fire   | Aleksander With, Berent Philip Moe, Bernt Rune Stray, Lisa Miskovsky | 4         |
| 5  | Top Cats                               | Baby Doll          | Lina Eriksson, Mårten Eriksson, Susie Päivärinta                     | 2 + A. C. |
| 6  | Loreen                                 | Euphoria           | Peter Boström, Thomas G:son                                          | 1         |
| 7  | Ulrik Munther                          | Soldiers           | David Jackson, Johan Åberg, Joy Deb, Linnea Deb, Ulrik Munther       | 2         |
| 8  | Björn Ranelid feat. Sara Li            | Mirakel            | Björn Ranelid, Fredrik Andersson                                     | 3         |
| 9  | Molly Sandén                           | Why Am I Crying    | Aleena Gibson, Molly Sandén, Windy Wagner                            | 3         |
| 10 | Danny Saucedo                          | Amazing            | Danny Saucedo, Figge Boström, Peter Boström                          | 4         |

#### Resultat
| Nr | Bidrag             | Juryomröstningen | Juryomröstningen | Juryomröstningen | Juryomröstningen | Juryomröstningen | Juryomröstningen | Juryomröstningen | Juryomröstningen | Juryomröstningen | Juryomröstningen | Juryomröstningen | Juryomröstningen | Tittaromröstningen | Tittaromröstningen | Summa | Plac. |
| Nr | Bidrag             | BE               | EE               | CY               | GB               | BA               | FR               | UA               | MT               | DE               | IE               | NO               | Poäng            | Antal röster       | Poäng              | Summa | Plac. |
| -- | ------------------ | ---------------- | ---------------- | ---------------- | ---------------- | ---------------- | ---------------- | ---------------- | ---------------- | ---------------- | ---------------- | ---------------- | ---------------- | ------------------ | ------------------ | ----- | ----- |
| 1  | Shout It Out       | 10               | 2                | 8                | 8                | 10               | 2                | 1                | 12               | 2                | —                | 10               | 65               | 102 308            | 23                 | 88    | 4     |
| 2  | Jag reser mig igen | —                | —                | —                | —                | 2                | —                | —                | —                | —                | —                | 1                | 3                | 172 715            | 40                 | 43    | 8     |
| 3  | Mystery            | —                | 1                | 1                | —                | 8                | 6                | —                | —                | 1                | 4                | 4                | 25               | 119 473            | 27                 | 52    | 7     |
| 4  | Why Start a Fire   | 4                | —                | —                | 1                | 4                | 1                | 2                | 1                | —                | 2                | 6                | 21               | 77 559             | 18                 | 39    | 9     |
| 5  | Baby Doll          | 1                | 8                | 4                | 4                | —                | —                | 4                | 2                | 6                | 6                | —                | 35               | 142 688            | 33                 | 68    | 6     |
| 6  | Euphoria           | 6                | 12               | 12               | 6                | 12               | 10               | 10               | 10               | 12               | 12               | 12               | 114              | 670 551            | 154                | 268   | 1     |
| 7  | Soldiers           | 2                | 6                | 6                | 10               | —                | 4                | 8                | 8                | 10               | 8                | —                | 62               | 112 025            | 26                 | 88    | 3     |
| 8  | Mirakel            | —                | —                | —                | —                | 1                | —                | —                | —                | —                | —                | —                | 1                | 103 200            | 24                 | 25    | 10    |
| 9  | Why Am I Crying    | 8                | 4                | 10               | 2                | 6                | 8                | 6                | 4                | 4                | 1                | 2                | 55               | 94 525             | 22                 | 77    | 5     |
| 10 | Amazing            | 12               | 10               | 2                | 12               | —                | 12               | 12               | 6                | 8                | 10               | 8                | 92               | 458 388            | 106                | 198   | 2     |

#### Siffror
- Antal TV-tittare: 4 110 000 tittare[20]
- Antal tittarröster: 2 053 432 röster[21]
- Summa pengar insamlad till Radiohjälpen: 3 291 319 kronor[21]

Total statistik för hela turnén:
- Genomsnittligt antal TV-tittare per program: 3 390 000 tittare
- Totalt antal tittarröster: 5 253 633 röster
- Total summa pengar insamlad till Radiohjälpen: 9 669 117 kronor